# Діц (Німеччина)
Діц (нім. Diez) — місто в Німеччині, розташоване в землі Рейнланд-Пфальц. Входить до складу району Рейн-Лан. Центр об'єднання громад Діц.
Площа — 12,41 км2. Населення становить 11 072 ос. (станом на 31 грудня 2020).